# 燕喜山摩崖石刻
燕喜山摩崖石刻，位于中国广东省清远市连州市连州镇连州中学内燕喜山燕喜亭周围，为连州市的一个市级文物保护单位，类型为石窟寺及石刻，公布时间为1996年8月。
燕喜山摩崖石刻的历史年代为宋－清。